# Volutopsion castaneum
Volutopsion castaneum är en snäckart som först beskrevs av Dall 1877.  Volutopsion castaneum ingår i släktet Volutopsion och familjen valthornssnäckor. Inga underarter finns listade i Catalogue of Life.